# 2016年夏季奥林匹克运动会中国马术队
参加2016年夏季奥林匹克运动会的中国马术队一行共计12人（不含兼任），其中运动员6人，官员与工作人员6人，领队由蔡家东兼任；这次中国参与马术比赛全部聘请外籍教练。这是1984年洛杉矶奧運以中華人民共和國身份參與奧運以來第二次参加奥运馬術比赛。

## 人员构成
- 运动员（6人）：
  - 男子（5人）：华天
  - 女子（1人）：

- 官员及工作人员（不含兼任计6人）
  - 領队：蔡家东（兼任），王伟（兼任）
  - 教练员（5人）：斯蒂芬妮（女，德国）、理查德（英国）、卡斯滕·胡克（德国）、鲍尔·肖克穆勒（德国）、埃克希儿（比利时）
  - 其他管理人员：成庆